# يوهان فريدريك غليديتش
يوهان فريدريك غليديتش (بالألمانية: Johann Friedrich Gleditsch)‏ هو ناشر ألماني، ولد في 15 أغسطس 1653، وتوفي في 26 مارس 1716 في لايبزيغ في ألمانيا.